# Zjednoczenie Włoch
Zjednoczenie Włoch (wł. Risorgimento, dosł. „odradzanie się”) – proces jednoczenia państw Półwyspu Apenińskiego pod władzą Królestwa Sardynii, zapoczątkowany w 1859 r. i stanowiący kilkunastoletni okres w historii Włoch.

## Wydarzenia poprzedzające

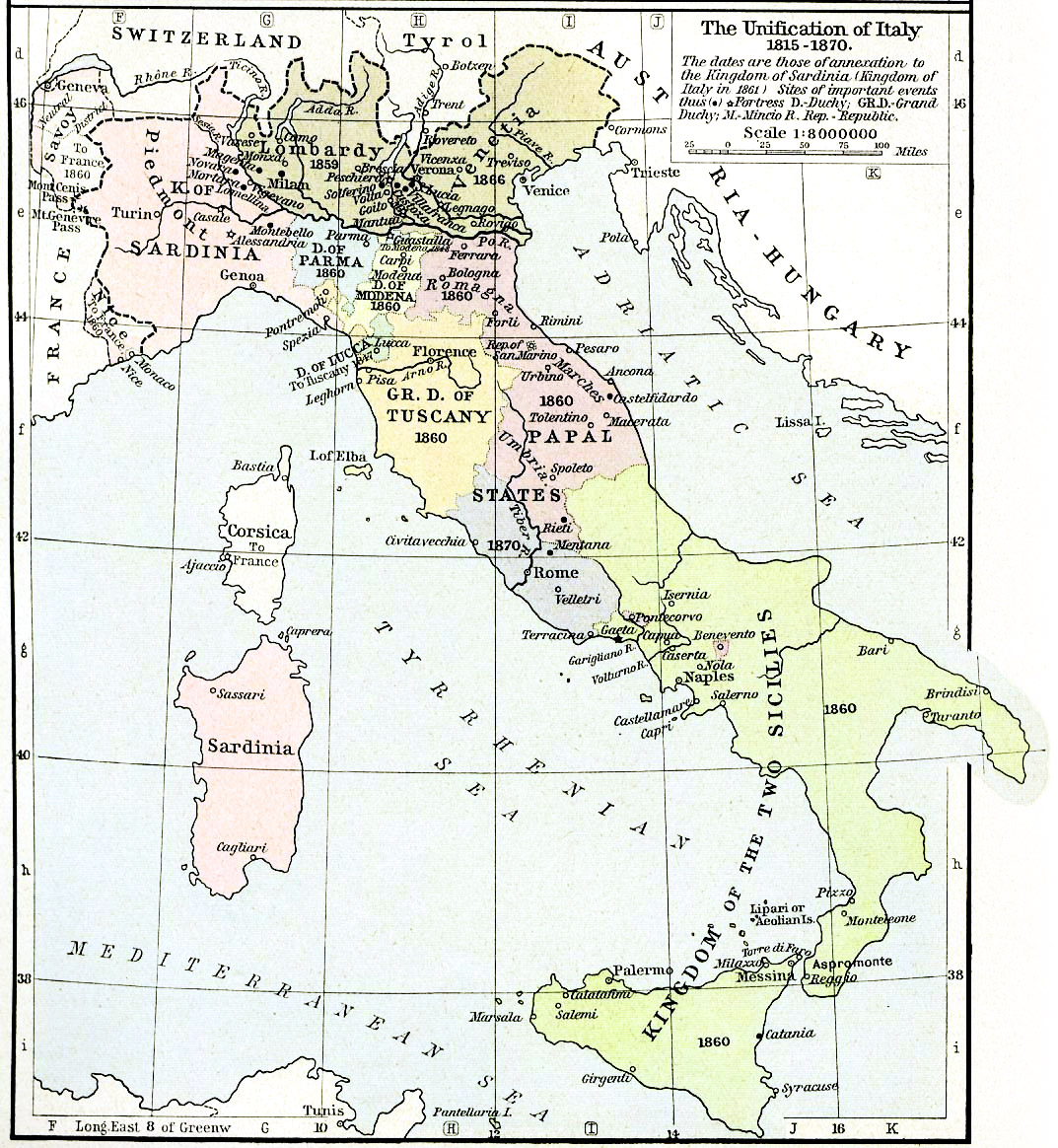
Zjednoczenie Włoch

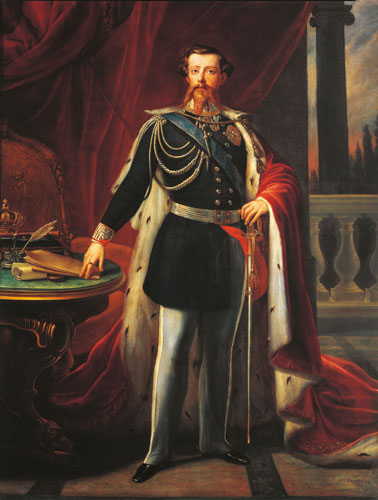
Wiktor Emanuel II

Po okresie Wiosny Ludów utrzymane zostały dążenia ludności państw włoskich do odzyskania niepodległości. Na całym Półwyspie Apenińskim władzę objęły rządy powołane po kongresie wiedeńskim, a obalone w okresie wystąpień Wiosny Ludów. Stróżem dotychczasowego układu sił było Cesarstwo Austrii, które utrzymywało wpływy w kilku księstwach oraz Państwie Kościelnym.
W większości państw włoskich rządzili konserwatyści, a społeczeństwo było pozbawione praw politycznych. Władca Królestwa Piemontu i Sardynii, Wiktor Emanuel II (od 1849, ur. 1820, zm. 1878), starał się o rozszerzenie swoich wpływów w północnych Włoszech. Aby osiągnąć cel, odwołał się do poczucia świadomości narodowej Włochów. Ruch ideowy Risorgimento miał na celu pobudzenie świadomości narodowej Włochów i poczucia jedności, a także walki z obcym panowaniem i dążeń do zjednoczenia poszczególnych włoskich księstw, jak też likwidację absolutyzmu.
Znaczenie Piemontu wzrosło po objęciu w roku 1852 stanowiska premiera przez Camillo Cavoura, który chciał zjednoczyć Włochy  w celu zniesienia ceł między państwami włoskimi, co miało pobudzić rozwój gospodarczy. Największą przeszkodą na drodze do zjednoczenia była obecność Austrii. Cavour rozbudował armię, ale wiedział, że Piemont nie poradzi sobie z silnym sąsiadem. Dlatego zbliżył się politycznie do Cesarstwa Francji Napoleona III Bonaparte. Było to na rękę również Napoleonowi III, który miał własne interesy polityczne w Austrii.
Udział Królestwa Sardynii w wojnie krymskiej przyniósł korzyści polityczne i pozwolił na zawarcie sojuszu obronnego z Francją w 1858 r. w Plombières. Francja gwarantowała w nim pomoc Sardynii, jednak tylko w wypadku agresji austriackiej. Sardynia, chcąc sprowokować Austrię do wypowiedzenia wojny, zaczęła się zbroić.
Podział polityczny terytorium obecnych Włoch w połowie lat 50. XIX wieku
| Jednostka terytorialna        | Stolica   | Powierzchnia (km²) | Odsetek powierzchni obecnych Włoch |
| ----------------------------- | --------- | ------------------ | ---------------------------------- |
| Królestwo Obojga Sycylii      | Neapol    | 111 557            | 36,9%                              |
| Królestwo Sardynii            | Turyn     | 52 747             | 17,5%                              |
| Królestwo Lombardzko-Weneckie | Mediolan  | 47 921             | 15,9%                              |
| Państwo Kościelne             | Rzym      | 41 740             | 13,8%                              |
| Wielkie Księstwo Toskanii     | Florencja | 22 072             | 7,3%                               |
| Hrabstwo Książęce Tyrolu      | Innsbruck | 13 605             | 4,5%                               |
| Księstwo Parmy i Piacenzy     | Parma     | 6114               | 2,0%                               |
| Księstwo Modeny i Reggio      | Modena    | 6031               | 2,0%                               |
| Pobrzeże Austriackie          | Triest    | 212                | 0,1%                               |

## Zjednoczenie Włoch i zniesienie Państwa Kościelnego

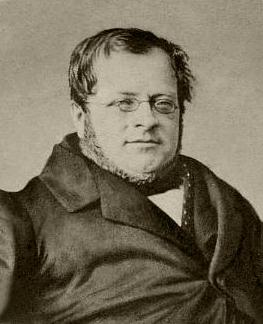
Camillo Cavour

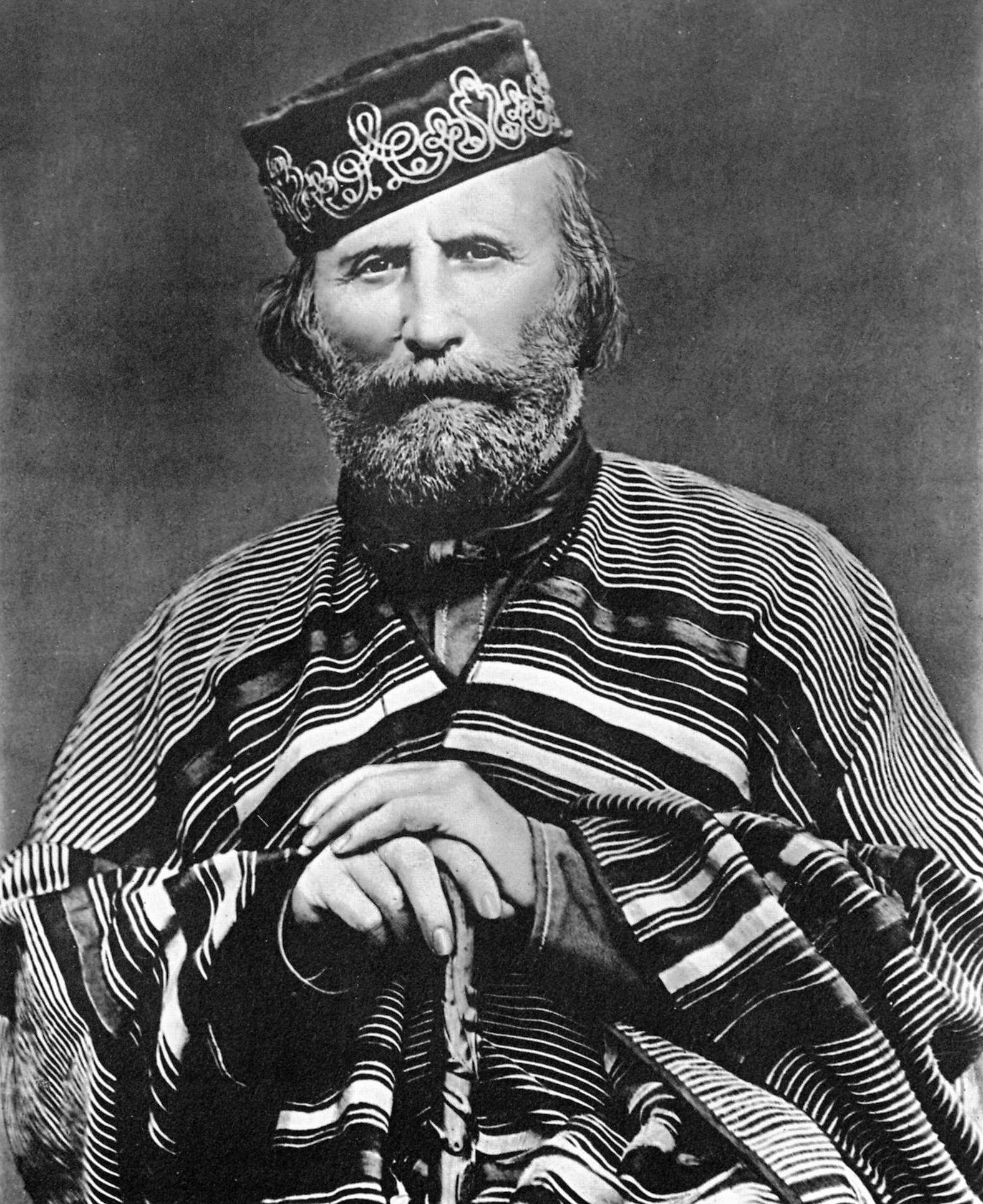
Giuseppe Garibaldi

W 1859 r. Austria wypowiedziała wojnę Sardynii, której z pomocą przyszła Francja. Armia austriacka została pobita w bitwach pod Magentą i Solferino. Zwycięstwa wojsk francusko-sardyńskich wywołały entuzjazm wśród mieszkańców Włoch, którzy demonstracjami starali się nakłonić panujących do zjednoczenia. Napoleon III nie chciał zbytnio osłabiać Austrii, dlatego w lipcu 1859 r. doszło do zawarcia traktatu w Villafranca. Na mocy tego traktatu Austria utraciła jedynie Lombardię, którą Francja zgodnie z układem w Zurychu przekazała Sardynii w zamian za Niceę i Sabaudię. Za zgodą Napoleona III tereny środkowych Włoch także zostały włączone do Królestwa Sardynii.
W 1860 r. Giuseppe Garibaldi (ur. 1807, zm. 1882) rozpoczął organizację wyprawy, której celem było opanowanie Królestwa Obojga Sycylii. Choć wyprawa była organizowana za przyzwoleniem Wiktora Emanuela, król oficjalnie się od niej odciął. Nie ma też jasności, czy władca nie chciał się pozbyć Garibaldiego, znanego ze swoich republikańskich i rewolucyjnych poglądów, wysyłając go z samobójczą misją. Ostatecznie wyprawa tysiąca, nazwana tak od liczebności  ludzi Garibaldiego, ruszyła w maju tego roku na podbój południa półwyspu. Garibaldi opanował samą Sycylię w ciągu dwóch tygodni, był to efekt poparcia miejscowej ludności oraz rozkładu armii neapolitańskiej. We wrześniu 1860 r. król Obojga Sycylii Franciszek II Burbon uciekł z Neapolu. W przeprowadzonym w międzyczasie plebiscycie na terenie opanowanego kraju ludność wyraziła wolę zjednoczenia z resztą Włoch. W październiku Garibaldi spotkał się z królem Wiktorem Emanuelem, pozdrawiając go tytułem króla Włoch. Na południe Włoch wojska sardyńskie wkroczyły przez terytorium Państwa Kościelnego, które w porozumieniu z Napoleonem III okrojono, pokonując wcześniej militarnie siły papieskie (bitwa pod Castelfidardo 18 września 1860).
W marcu 1861 r. ogłoszono powstanie Królestwa Włoch, którego władcą został Wiktor Emanuel II.
W 1866 r. w wyniku wojny prusko-austriackiej uzyskano Wenecję, zdobycie przez wojska włoskie Rzymu (stolicy Państwa Kościelnego) miało zaś miejsce 20 września 1870.
Papież Pius IX sam ogłosił się „więźniem Watykanu”. Wkrótce potem Rzym został obwołany przez parlament nową stolicą.

## Skutki
Skutki zjednoczenia Włoch:
- likwidacja Państwa Kościelnego (istniejącego z przerwami od 754 r., 755 r. lub 756 r.)
- zmiana mapy politycznej Europy
- Trydent i Istria stały się terenem irredenty, czyli ruchu na rzecz przyłączenia do wyzwolonych Włoch
- powstanie w Europie kolejnego mocarstwa, dążącego do nowego podziału kolonialnego

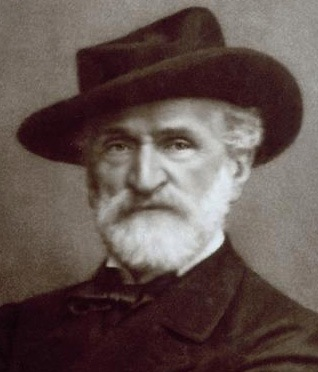
Giuseppe Verdi

## Viva V.E.R.D.I.! – Risorgimento w operze[7]
Ruchy narodowowyzwoleńcze oraz dążenie do zjednoczenia Włoch spowodowały także zainteresowanie publiczności operowej utworami o charakterze patriotycznym. Kompozytorem, w którego dziełach dostrzeżono odpowiedź na te potrzeby, był Giuseppe Verdi. Początek jego kariery przypadł na lata czterdzieste XIX wieku i choć dwie pierwsze opery nie przyniosły oszałamiających sukcesów, to po premierze Nabochodonozora Włosi obwołali go kompozytorem narodowym. Analogia między uciskanymi w niewoli Żydami, a sytuacją w kraju była oczywista, niezależnie od kompozytora, który choć był republikaninem i z pewnością widział tę analogię, to raczej nie miał intencji skomponowania politycznej sztuki. Chór Va, pensiero już następnego dnia po premierze zaczął zyskiwać popularność i wkrótce stał się pieśnią znaną w całych Włoszech. Niektórzy dopatrywali się w nim nawet zaszyfrowanego hymnu narodowego. Także jego Lombardczycy na pierwszej wyprawie krzyżowej (I Lombardi alla prima crociata) silnie nawiązują do ruchów zjednoczeniowych, a autor libretta obu tych oper, Temistocle Solera, sam brał czynny udział w ruchu wyzwoleńczym; ze sceny padają słowa Święty kraj będzie dziś należeć do nas. Z kolejnych oper Verdiego trzeba wymienić też Bitwę pod Legnano (La battaglia di Legnano), a także inne dzieła, np. Ernaniego i Attylę, w których padają z kolei słowa Włochy niech pozostaną moje.
Okrzyk Viva Verdi! jest odczytywany nie tylko jako aplauz dla samego kompozytora, ale również jako Niech żyje Wiktor Emanuel – Król Włoch! (Viva Vittorio Emanuele Re D’Italia!). Kompozytor w liście do swojego librecisty, Francesca Marii Piawego, pisał następująco:

...wybiła godzina wyzwolenia... Pan mi mówi o muzyce! Co Pan sobie myśli? Wyobraża Pan sobie, że chciałbym zajmować się teraz nutami, dźwiękami? Jest tylko jeden i winien być jeden rodzaj muzyki, który Włochom miło brzmi w uszach: muzyka karabinów i armat! ... Mój dzielny Piave i wy wszyscy dzielni Wenecjanie, przepędźcie wszelkie małostkowe prowincjonalne myśli...

Gioacchino Rossini nazywał zresztą swojego młodszego kolegę „muzykiem w hełmie” (wł. „musicista con l’elmo”).
W 1861 r. Giuseppe Verdi został wybrany posłem do pierwszego włoskiego parlamentu.

## Galeria map

Mapa Półwyspu Apenińskiego w 1000 r.
Mapa Półwyspu Apenińskiego w 1494 r.
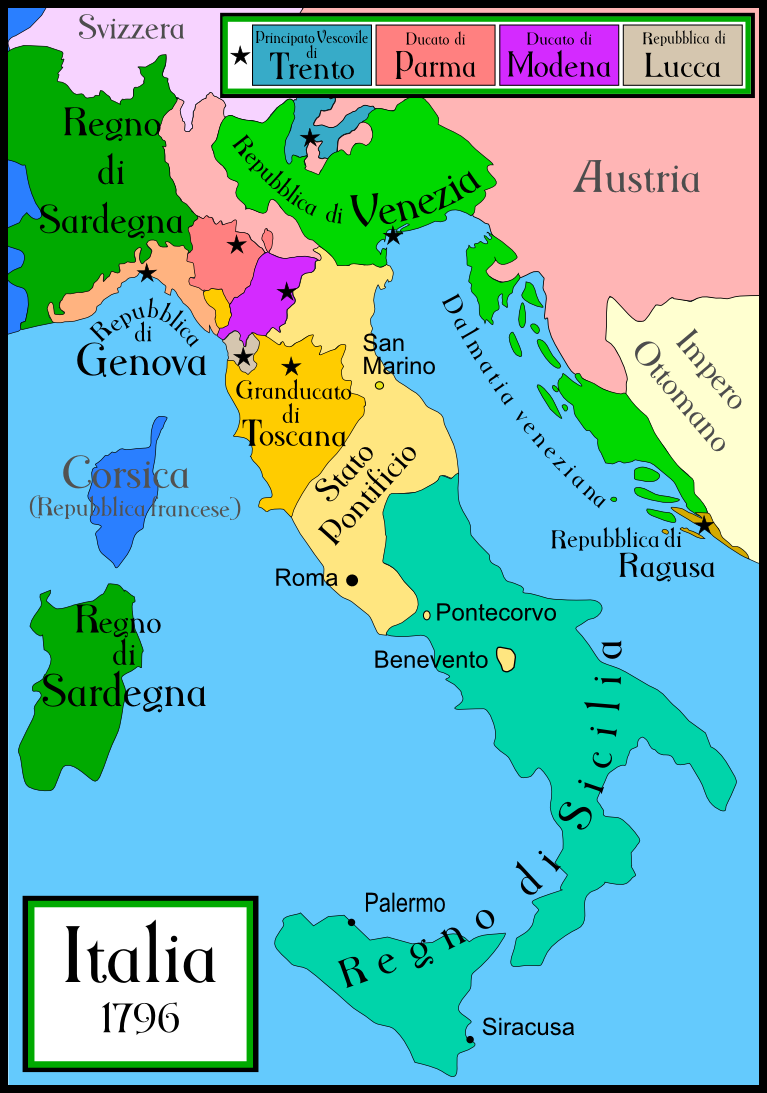
Mapa Półwyspu Apenińskiego w 1796 r.
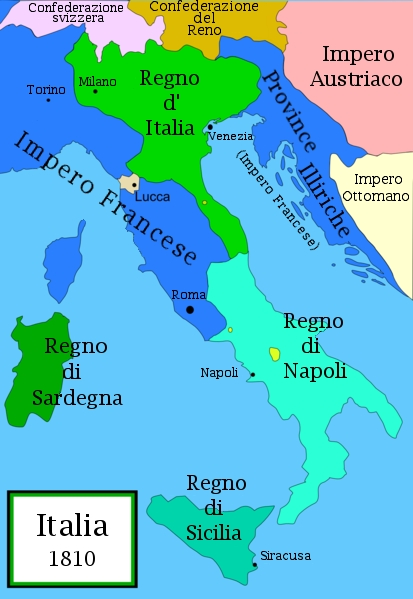
Mapa Półwyspu Apenińskiego w 1810 r.
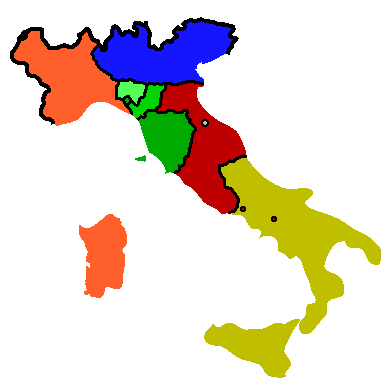
Mapa Półwyspu Apenińskiego w 1859 r.
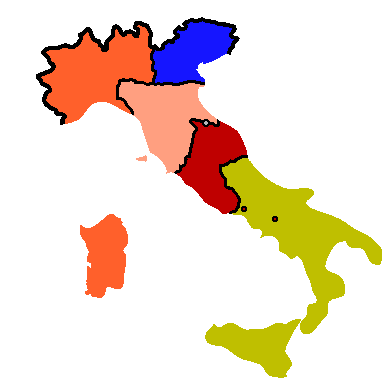
Mapa Półwyspu Apenińskiego w 1860 r.
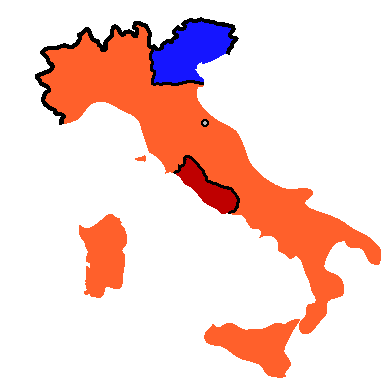
Mapa Półwyspu Apenińskiego w 1861 r.
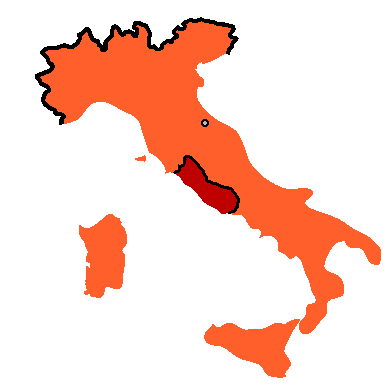
Mapa Półwyspu Apenińskiego w 1866 r.
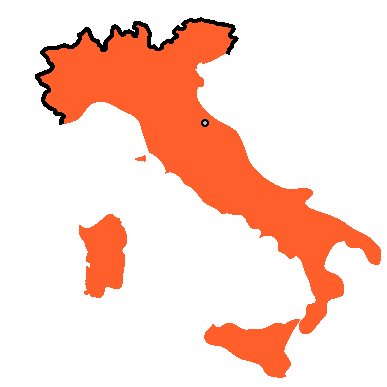
Mapa Półwyspu Apenińskiego w 1870 r.
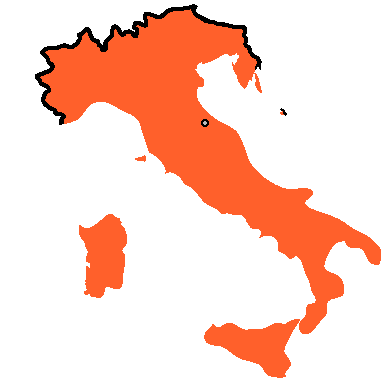
Mapa Półwyspu Apenińskiego w 1919 r.